# Georgië op het Eurovisiesongfestival

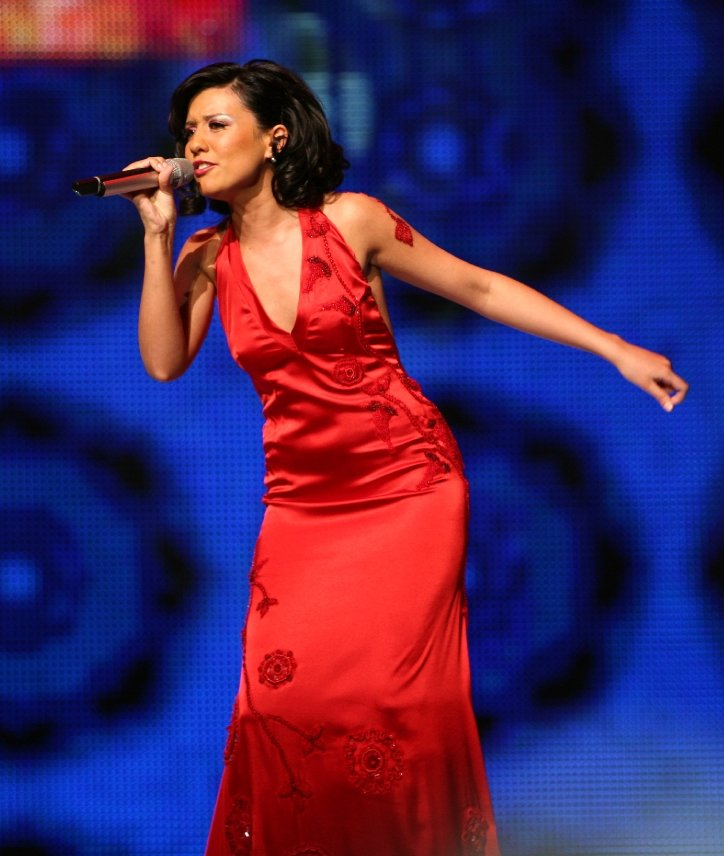
Sopho Chalvasji in Helsinki (2007)

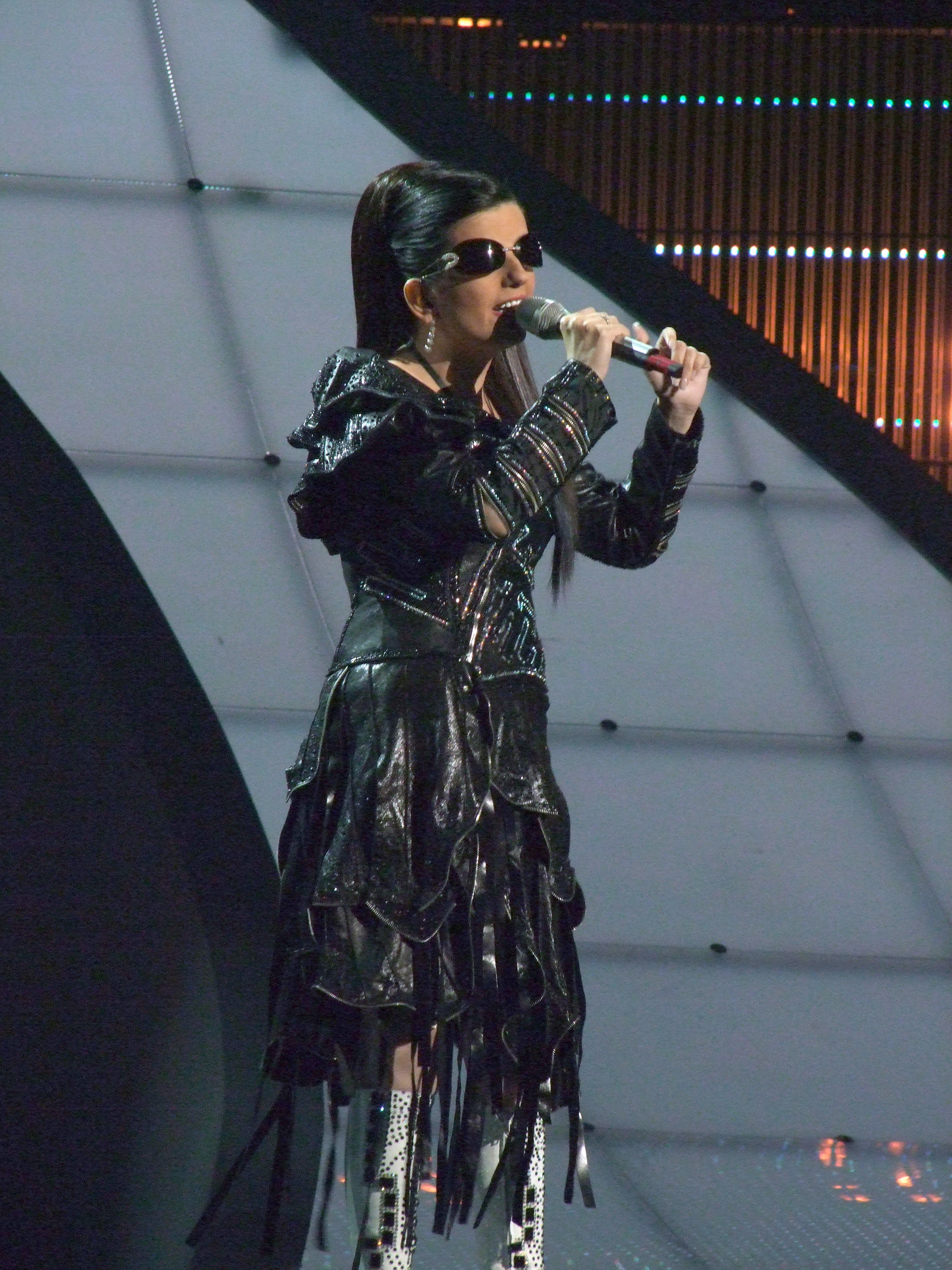
Diana Goertskaja in Belgrado (2008)

Georgië doet sinds 2007 mee aan het Eurovisiesongfestival.

## Geschiedenis
Bij het Eurovisiesongfestival 2006 wilde Georgië graag voor het eerst deelnemen. Wegens financiële moeilijkheden lukte dat toen niet, en ook in 2007 was het onzeker of het land kon debuteren aangezien de EBU het songfestival destijds beperkte tot een maximum van 40 landen. In maart 2007 werd aangekondigd dat Georgië aan het songfestival in Helsinki zou mogen deelnemen. Het land debuteerde samen met Tsjechië, Montenegro en Servië. Op het songfestival trad Georgië aan met Sopho Chalvasji, die erin slaagde de halve finale te overleven. In de finale eindigde ze op de twaalfde plaats.
Georgië verscheen voor de tweede keer bij het Eurovisiesongfestival 2008, in Belgrado. Het land werd vertegenwoordigd door de blinde zangeres Diana Goertskaja. Zij zong het lied Peace will come. Het land behaalde een vijfde plaats met 107 punten in de halve finale, genoeg om door te gaan naar de finale waar Gurtskaya uiteindelijk als elfde eindigde van de 25 deelnemers.

### Terugtrekking
Vanwege de Russisch-Georgische Oorlog in augustus 2008 was er discussie binnen de Georgische publieke omroep (GPB) of Georgië bij het Eurovisiesongfestival 2009 in Moskou aanwezig zou zijn. De voorzitter van de GPB verklaarde dat het niet onredelijk zou zijn zich terug te trekken, aangezien de selectieprocedure op nationaal niveau dient te worden georganiseerd. In 2008 trok de GPB zich uit de wedstrijd van 2009 terug met als argument dat zij weigerden om met een land te concurreren dat de rechten van de mens schendt en internationale wetten overtreedt. Georgië kwam hier in het najaar weer op terug. Het koos voor een lied van Stephane & 3G met de titel We Don't Wanna Put In, verwijzend naar de Russische president Vladimir Poetin. Vanwege de politieke "statements" in de tekst van het lied werd de inzending door de EBU geweigerd. Georgië kreeg vervolgens de kans de tekst te herschrijven of een nieuw liedje in te sturen. Deze opties vond Georgië echter niet fair en deed zodoende afstand van het festival; ze diskwalificeerde zichzelf vrijwillig.

### Sinds 2010
In 2010 keerde Georgië terug naar het Songfestival, nadat ze 2009 verstek hadden laten gaan. De 23-jarige zangeres Sopho Nizjaradze was intern aangewezen om Georgië te vertegenwoordigen op het Eurovisiesongfestival 2010; daar zong ze het liedje Shine. Ze ging door naar de finale, waarbij ze 9de werd met 136 punten, het beste resultaat voor Georgië tot nu toe. Dit resultaat werd in 2011 geëvenaard door de groep Eldrine met het lied One more day. In 2012 geraakte Georgië voor het eerst niet verder dan de halve finale.
In 2013 kwalificeerden Sopho Gelovani en Nodiko Tatisjvili zich wel voor de finale, waarin zij met hun lied Waterfall terechtkwamen op de 15de plaats. In 2014 werd Georgië uitgeschakeld in de halve finale; The Shin & Mariko eindigden er als laatste. Dit was de eerste keer dat Georgië op de laatste plaats belandde. In 2015 en 2016 haalde het land wel weer de finale, maar zowel Nina Sublatti (elfde in 2015) als de band Nika Kocharov & Young Georgian Lolitaz (20ste in 2016) slaagden er niet in mee te strijden voor de winst. In 2017 werd Georgië vertegenwoordigd door Tako Gatsjetsjiladze. Zij wist met haar powerballad Keep the faith de finale niet te bereiken.
In 2018 en 2019 gooide Georgië het over een andere boeg en nam deel met liedjes in het Georgisch. Beide inzendingen haalden de finale niet. Ethno-Jazz Band Iriao, die opviel met het genre tsjakroelo, werd in 2018 zelfs laatste in de halve finale. In 2020 zou Tornike Kipiani zijn thuisland vertegenwoordigen, maar in dat jaar werd het songfestival geannuleerd. In 2021 kreeg hij een herkansing, maar hij wist de finale niet te bereiken. In 2022 werd de band Circus Mircus laatste in diens halve finale, de derde keer voor Georgië. Iru Chetsjanovi, voormalig winnares van het Junior Eurovisiesongfestival, deed in 2023 mee voor Georgië, maar ook zij wist de finale niet te halen. In 2024 wist Noetsa Boezaladze het tij te keren. Zij haalde de finale en werd daarin 21e.

## Georgische deelnames
| Jaar | Artiest                                | Titel                  | Fin. | Ptn. | Semi | Ptn. | Taal                |
| ---- | -------------------------------------- | ---------------------- | ---- | ---- | ---- | ---- | ------------------- |
| 2007 | Sopho Chalvasji                        | Visionary dream        | 12   | 97   | 8    | 123  | Engels              |
| 2008 | Diana Goertskaja                       | Peace will come        | 11   | 83   | 5    | 107  | Engels              |
| 2010 | Sopho Nizjaradze                       | Shine                  | 9    | 136  | 3    | 106  | Engels              |
| 2011 | Eldrine                                | One more day           | 9    | 110  | 6    | 74   | Engels              |
| 2012 | Anri Dzjochadze                        | I'm a joker            | X    | X    | 14   | 36   | Engels en Georgisch |
| 2013 | Sopho Gelovani & Nodiko Tatisjvili     | Waterfall              | 15   | 50   | 10   | 63   | Engels              |
| 2014 | The Shin & Mariko                      | Three minutes to Earth | X    | X    | 15   | 15   | Engels              |
| 2015 | Nina Sublatti                          | Warrior                | 11   | 51   | 4    | 98   | Engels              |
| 2016 | Nika Kocharov & Young Georgian Lolitaz | Midnight gold          | 20   | 104  | 9    | 123  | Engels              |
| 2017 | Tako Gatsjetsjiladze                   | Keep the faith         | X    | X    | 11   | 99   | Engels              |
| 2018 | Ethno-Jazz Band Iriao                  | For you                | X    | X    | 18   | 24   | Georgisch           |
| 2019 | Oto Nemsadze                           | Keep on going          | X    | X    | 14   | 62   | Georgisch           |
| 2021 | Tornike Kipiani                        | You                    | X    | X    | 16   | 16   | Engels              |
| 2022 | Circus Mircus                          | Lock me in             | X    | X    | 18   | 22   | Engels              |
| 2023 | Iru                                    | Echo                   | X    | X    | 12   | 33   | Engels              |
| 2024 | Noetsa Boezaladze                      | Firefighter            | 21   | 34   | 8    | 54   | Engels              |
| 2025 | Mariam Sjengelia                       | Freedom                | X    | X    | 15   | 28   | Georgisch en Engels |

## Punten
Periode 2007-2025. Punten uit halve finales zijn in deze tabellen niet meegerekend.
| Plaats | Land         | Punten |
| ------ | ------------ | ------ |
| 1      | Oekraïne     | 165    |
| 2      | Armenië      | 156    |
| 3      | Azerbeidzjan | 119    |
| 4      | Italië       | 99     |
| 5      | Litouwen     | 81     |

| Plaats | Land         | Punten |
| ------ | ------------ | ------ |
| 1      | Armenië      | 83     |
| 2      | Litouwen     | 69     |
| 3      | Azerbeidzjan | 55     |
| 4      | Oekraïne     | 51     |
| 5      | Rusland      | 45     |

### Twaalf punten gegeven aan Georgië
| Aantal | Land                | Wanneer          |
| ------ | ------------------- | ---------------- |
| 3      | Litouwen            | 2007, 2010, 2011 |
| 1      | Armenië             | 2010             |
| 1      | Oekraïne            | 2011             |
| 1      | Verenigd Koninkrijk | 2016 (j)         |
| 1      | Wit-Rusland         | 2011             |

(j) = vakjury; (t) = televoting

### Twaalf punten gegeven door Georgië
(Vetgedrukte landen waren ook de winnaar van dat jaar.)
| Jaar | Land                     | Jaar | Land                                 |
| ---- | ------------------------ | ---- | ------------------------------------ |
| 2007 | Armenië                  | 2017 | Portugal (j) Azerbeidzjan (t)        |
| 2008 | Armenië                  | 2018 | Zweden (j) Israël (t)                |
| 2010 | Wit-Rusland              | 2019 | Tsjechië (j) Cyprus (t)              |
| 2011 | Litouwen                 | 2021 | Italië (j) Griekenland (t)           |
| 2012 | Litouwen                 | 2022 | Verenigd Koninkrijk (j) Oekraïne (t) |
| 2013 | Azerbeidzjan             | 2023 | België (j) Armenië (t)               |
| 2014 | Armenië                  | 2024 | Zwitserland (j) Oekraïne (t)         |
| 2015 | Armenië                  | 2025 | Italië (j) Armenië (t)               |
| 2016 | Oekraïne (j) Armenië (t) |      |                                      |

(j) = vakjury; (t) = televoting
2007 · 2008 · 2009 · 2010 · 2011 · 2012 · 2013 · 2014 · 2015 · 2016 · 2017 · 2018 · 2019 · 2020 · 2021 · 2022 · 2023 · 2024 · 2025